# Rully (Oise)
Rully é uma comuna francesa na região administrativa de Altos da França, no departamento de Oise. Estende-se por uma área de 15,45 km². Em 2010 a comuna tinha 756 habitantes (densidade: 48,9 hab./km²).